# میکولا فدورنکو
نیکولای فدورنکو (اوکراینی: Микола Іванович Федоренко؛ زادهٔ ۳۱ ژوئیهٔ ۱۹۵۵) بازیکن فوتبال اهل اتحاد جماهیر شوروی سوسیالیستی است.
از باشگاه‌هایی که در آن بازی کرده‌است می‌توان به باشگاه فوتبال تورپیدو زاپروژیا، باشگاه فوتبال دنیپرو، و باشگاه فوتبال شاختار دونتسک اشاره کرد.
وی همچنین در تیم‌های ملی فوتبال اوکراین و شوروی بازی کرده‌است.